# Kaijirō Fujiyoshi
Kaijirō Fujiyoshi (japanisch 藤吉 皆二朗 Fujiyoshi Kaijirō; * 11. Januar 1992 in Yokohama, Präfektur Kanagawa) ist ein japanischer Fußballspieler.

## Karriere
Kaijirō Fujiyoshi erlernte das Fußballspielen in der Jugendmannschaft von Yokogawa Musashino. Seinen ersten Vertrag unterschrieb er 2010 bei Yokogawa Musashino. Der Verein spielte in der dritthöchsten Liga des Landes, der damaligen Japan Football League. Für den Verein absolvierte er 32 Ligaspiele. 2014 wechselte er zum Drittligisten SC Sagamihara. Für den Verein absolvierte er 25 Ligaspiele. 2018 wechselte er nach Nara zum Viertligisten Nara Club. Für Nara stand er 65-mal zwischen den Pfosten.
Seit dem 1. Februar 2021 ist Kaijirō Fujiyoshi vertrags- und vereinslos.